# Pohlia subcarnea
Pohlia subcarnea là một loài Rêu trong họ Bryaceae. Loài này được (Schimp.) Iisiba miêu tả khoa học đầu tiên năm 1929.